# Mesomele Dysplasie Typ Verloes-David-Pfeiffer
Die Mesomele Dysplasie Typ Verloes-David-Pfeiffer  ist eine sehr seltene angeborene Skelettdysplasie und gehört zu den mesomelen Dysplasien. Hauptkennzeichen sind zusätzliche akrale Synostosen.
Synonyme sind: Mesomelie-Synostosen-Syndrom; Verloes-David-Syndrom; Monosomie 8q13; Del(8)q(13).
Die Bezeichnung bezieht sich auf die namensgebenden Autoren zweier unabhängiger Fallbeschreibungen aus dem Jahre 1995 durch den belgischen Humangenetiker Alain Verloes und den französischen Pädiater und Humangenetiker Albert David sowie den deutschen Humangenetiker Rudolf Arthur Pfeiffer  (1931–) und den deutschen Kieferorthopäden H. Hirschfelder.

## Verbreitung
Die Häufigkeit wird mit unter 1 zu 1.000.000 angegeben, bislang wurde über etwa 5 Patienten berichtet. Die Vererbung erfolgt autosomal-dominant.

## Ursache
Der Erkrankung liegen Mutationen im Chromosom 8 am Genort q13 zugrunde. Betroffen ist das SULF1-Gen und das SLCO5A1-Gen.

## Klinische Erscheinungen
Diagnostische Kriterien sind:
- Manifestation erst im Verlauf des Skelettwachstums mit langsamem Fortschreiten
- Deformierung der Unterarme und Unterschenkel mit Entwicklung einer Mesomelie, Ulnardeviation der Hand und mäßigem Kleinwuchs, seltener auch Ellbogenaplasie
- Intrakarpale und intratarsale Fusionierung, Brachydaktylie, Einschränkung der Gelenkbeweglichkeit
- Gesichtsauffälligkeiten mit Ptosis, Hypertelorismus, fehlender Uvula, mäßiger Mikrognathie

Zusätzlich können angeborene Herzfehler und urogenitale Fehlbildungen auftreten.

## Diagnostik
Die Diagnose ergibt sich aus den klinischen und radiologischen Befunden und kann zytogenetisch gesichert werden.
Im Röntgenbild findet sich eine Brachymetatarsie und Brachymetacarpie im 3. und 5. Strahl mit Synostosen, partielle Fusionierungen der Hand- und Fußwurzelknochen, eine Verbiegung im Oberschenkelknochen distal sowie mäßig ausgeprägte Wirbelkörperveränderungen.
Bereits vorgeburtlich ist die 8q13 Mikrodeletion zytogenetisch nachweisbar, während die Skelettveränderungen im Feinultraschall noch nicht auffällig sein können.

## Differentialdiagnose
Bereits pränatal ist eine Abgrenzung zum Femur-Fibula-Ulna-Syndrom und zur Mesomelen Dysplasie Typ Reinhardt-Pfeiffer wesentlich, nach der Geburt sind auch andere Formen der Mesomelen Dysplasie abzugrenzen. Synostosen finden sich auch bei der Mesomelen Dysplasie Typ Kantaputra und dem Nievergelt-Syndrom.
Nicht zu verwechseln mit dem Mesomelia-Synostosen-Syndrom.

## Behandlung
Eine ursächliche Therapie ist nicht bekannt.

## Prognose
Die Lebenserwartung ist normal.